# Mendelévio
O mendelévio (em homenagem ao químico russo Dmitri Mendeleev) é um elemento químico de símbolo Md , número atômico 101 (101 prótons e 101 elétrons) e de massa atómica igual a 258 u. É metálico, radioativo, transurânico, do grupo dos actinídeos.
O mendelévio foi sintetizado pela primeira vez em 1955 por uma equipe de cientistas norte-americana liderada por Albert Ghiorso.

## Características principais
Pesquisadores demonstraram que o mendelévio tem uma estabilidade moderada quando apresenta estado de oxidação dipositivo ( II ) além do estado de oxidação tripositivo (III) característico dos elementos actinídeos. O Md-256 foi usado para descobrir algumas propriedades químicas deste elemento, mesmo que em solução aquosa. Não há nenhum uso do mendelévio conhecido, mesmo porque apenas quantidades traços foram obtidas até agora.

## História
O mendelévio foi sintetizado pela primeira vez por uma equipe de cientistas norte-americana formada por Albert Ghiorso (líder da equipe), Glenn T. Seaborg, Bernard Harvey, e Greg Choppin em 1955. A equipe produziu o 256Md (meia-vida de 76 minutos) bombardeando o einstênio-253 com partículas alfa (núcleos de hélio) no "Laboratório de Radiação Berkeley" num ciclotron (60 polegadas). O elemento 101 foi o nono elemento transurânico sintetizado.

## Isótopos
15 radioisótopos de mendelévio foram identificados, sendo os mais estáveis 258Md com uma meia-vida de 51,5 dias, 260Md com uma meia-vida de 31,8 dias, e 257Md com uma meia-vida de 5,52 horas. Todos os demais isótopos radioativos apresentam meias-vidas inferiores a 97 minutos, e a maioria destes abaixo de 5 minutos. Este elemento apresenta também 1 meta estado, 258mMd (t½ 57 minutos). As massas atômicas dos isótopos de mendelévio variam de 245,091 u (245Md) até 260,104 u (260Md).